# Гаджиев, Асеф Гаджи оглы
Асеф (Асаф) Гаджи оглы Гаджиев (азерб. Asəf Hacı oğlu Hacıyev; род. 29 мая 1951 году, Гянджа, Азербайджанская ССР) — государственный и политический деятель Азербайджана. Депутат Милли меджлиса Азербайджана I, II, III, IV созывов. Доктор физико-математических наук, профессор, академик. Заведующий кафедрой теории вероятностей и математической статистики Бакинского государственного университета.

## Биография
Родился 29 мая 1951 года в городе Гянджа. В 1973 году завершил обучение на механико-математическом факультете Московского государственного университета имени Ломоносова. В 1979 году защитил кандидатскую диссертацию в МГУ имени Ломоносова. В 1993 году защитил докторскую диссертацию в Московском государственном техническом университете имени Баумана.
Доктор физико-математических наук, профессор.
С 2001 года член-корреспондент Национальной академии наук Азербайджана.
С 2014 года действительный член Национальной академии наук Азербайджана.
Является автором 4 книг и более 150 научных статей, опубликованных в ведущих научных издательствах. Является редактором 10 книг, изданных в издательстве «Шпрингер».
Член Всемирной академии наук, Академии наук Молдовы, Академии наук Монголии. Почетный профессор университета Чэнду (Китай).
В 1980 году удостоен премии Ленинского комсомола Азербайджанской ССР в области науки и техники. С 1988 года является членом Всемирного общества математической статистики и вероятностей имени Бернулли. В 2005 году избран членом Международного статистического института.
С 1979 года работает в Институте кибернетики Академии наук Азербайджана. С 1996 года — заведующий отделом. С 2001 по 2015 годы заведовал кафедрой теории вероятностей и математической статистики Бакинского государственного университета. С 2019 года является членом попечительского совета Бакинского государственного университета.
Под руководством Гаджиева защищены 4 докторские и 8 кандидатских диссертаций.
Депутат Милли меджлиса Азербайджана I, II, III, IV созывов. С 1996 по 2014 год являлся членом комитета Милли Меджлиса по вопросам науки и образования.
Глава делегации Милли Меджлиса в Парламентской ассамблее Черноморского экономического сотрудничества (ПАЧЭС). В 2015 году генеральный секретарь ПАЧЭС, был избран сроком на пять лет, в 2020 году переизбран еще на пять лет.
С 2008 года член партии «Новый Азербайджан». С 2010 года — член Политического совета партии.
Владеет английским, русским и турецким языками.

## Награды
- Юбилейная медаль Парламентской Ассамблеи Организации Черноморского Экономического Сотрудничества «За заслуги» (2008 год)[6].